# Přebor Královéhradeckého kraje
Přebor Královéhradeckého kraje (v sezóně 2021/22 sponzorským názvem MIACOM Krajský přebor mužů) patří společně s ostatními krajskými přebory mezi páté nejvyšší fotbalové soutěže v Česku. Je řízen Královéhradeckým krajským fotbalovým svazem. Hraje se každý rok od léta do jara se zimní přestávkou. Účastní se ho 16 týmů z Královéhradeckého kraje, každý s každým hraje jednou na domácím hřišti a jednou na hřišti soupeře. Celkem se tedy hraje 30 kol. Vítězem se stává tým s nejvyšším počtem bodů v tabulce a postupuje do Divize C. Poslední tým sestupuje do I.A třídy. Do Přeboru Královéhradeckého kraje vždy postupuje vítěz I.A třídy. Pokud do přeboru nesestoupí tým z divize, tak je postupující tým z přeboru automaticky nahrazen druhým týmem I.A třídy.

## Vítězové
| Ročník      | Vítězný tým                    |
| ----------- | ------------------------------ |
| 2002/2003   | FK Nový Bydžov                 |
| 2003/2004   |                                |
| 2004/2005   | TJ Slavoj Předměřice nad Labem |
| 2005/2006   | FK Trutnov                     |
| 2006/2007   | SK Převýšov                    |
| 2007/2008   | RMSK Cidlina Nový Bydžov       |
| 2008/2009   | 1. FK Nová Paka                |
| 2009/2010   | FK Trutnov                     |
| 2010/2011   | SK Převýšov                    |
| 2011/2012   | Sokol Lhota pod Libčany        |
| 2012/2013   | MFK Trutnov                    |
| 2013/2014   | SK Týniště nad Orlicí          |
| 2014/2015   | FC Olympia Hradec Králové      |
| 2015/2016   | TJ Sokol Kratonohy             |
| 2016/2017   | SK Libčany                     |
| 2017/2018   | FK Náchod                      |
| 2018/2019   | SK Libčany                     |
| *2019/2020  | SK Libčany                     |
| **2020/2021 | Bez vítěze                     |
| 2021/2022   | RMSK Cidlina Nový Bydžov       |
| 2022/2023   | SK Solnice                     |
| 2023/2024   | TJ Spartak Police nad Metují   |

*= sezona předčasně ukončena po 16 zápasech z důvodu pandemie covidu-19, ze soutěže se nepostupovalo, ani nesestupovalo
**= sezonu předčasně ukončena po 9 zápasech z důvodu pandemie covidu-19, ze soutěže se nepostupovalo, ani nesestupovalo